# 西蒙茲峰
西蒙茲峰（英語：Simmonds Peak），是南極洲的山峰，位於阿蒙森海岸，處於多特山以南6公里的阿蒙森冰川東岸，海拔高度1,940米，美國地質調查局根據測量和美國海軍拍攝的空中照片繪入地圖，現時由南極條約體系管理。